# Александер Майснер
Александр Майснер (також Мейсснер, нім. Alexander Meißner; 14 вересня 1883, Відень — 3 січня 1958, Берлін) — німецький фізик.
Його сфера інтересів охоплювала розробку антен, підсилення і детектування сигналів, що сприяло розвитку радіотелеграфії.
У 1913 році, працюючи інженером на фірмі «Telefunken», він, незалежно від Едвіна Армстронга, виявив принцип позитивного зворотного зв'язку, після чого винайшов електронний генератор на електронній лампі, що працює у схемі зі спільним катодом з трансформаторним позитивним зворотним зв'язком. Генератор Мейснера, який був основою радіопередавання до 1920 року, і має багато застосувань.